# Црква Светог великомученика Георгија у Чалми
Црква Светог великомученика Георгија у Чалми, насељеном месту на територији Града Сремска Митровица, припада Епархији сремској Српске православне цркве.
Црква посвећена Светом великомученику Георгију подигнута је 1776. године.